# Lista över offentlig konst i Kävlinge kommun
Lista över offentlig konst i Kävlinge kommun är en ofullständig förteckning över främst utomhusplacerad offentlig konst i Kävlinge kommun.
| Titel               | Konstnär(er)      | Årtal | Beskrivning | Typ - material                                                                     | Stadsdel/ort | Plats Koordinater                                                                                  | Bild                                                             |
| ------------------- | ----------------- | ----- | ----------- | ---------------------------------------------------------------------------------- | ------------ | -------------------------------------------------------------------------------------------------- | ---------------------------------------------------------------- |
| Dockan              | Fernando Botero   | 1980  |             | Skulptur - brons                                                                   |              | Kävlinge bibliotek, Kvarngatan 17, Kävlinge (Foajén) (inomhus) koordinater saknas                  | Det är troligen inte ok att ladda upp en bild av detta konstverk |
| Illustionistens hus | Bertil Mauritzon  |       |             | Måleri                                                                             |              | Stinsgårdens förskola, Minnesdalsvägen 33, Kävlinge (På huset) koordinater saknas                  |                                                                  |
| 5:anm (5 stycken)   | Torkel Dahlstedt  |       |             | Brunnslock                                                                         |              | Mårtensgatan 2 och 8, Kävlinge (På gatan) koordinater saknas                                       |                                                                  |
| Ryttarstaty         | Rune Säll         | 1981  |             | Skulptur - brons                                                                   |              | Skönadalsskolan, Pulpetvägen 4, Löddeköpinge (Utanför) koordinater saknas                          |                                                                  |
| Tre stycken får     | Rita Holst        |       |             | Måleri                                                                             |              | Kävlinge kommunhus, Kullagatan 2, Kävlinge (Foajén) (inomhus) koordinater saknas                   | Det är troligen inte ok att ladda upp en bild av detta konstverk |
| Väggrelief          | Stig Carlsson     |       |             | Väggrelief - trä                                                                   |              | Tolvåkerskolan (Foajén) (inomhus) koordinater saknas                                               | Det är troligen inte ok att ladda upp en bild av detta konstverk |
| Fåglar              | Kjell Jordahn     | 1983  |             | Skulpturgrupp - mörkblå labrador, rostfritt stål                                   |              | Billingshälls dagcentral, Högalidsvägen 33, Kävlinge (utanför) koordinater saknas                  |                                                                  |
| Kvinna i harmoni    | Bror Forslund     | 1981  |             | Skulptur - brons                                                                   |              | Nygatan 8, Kävlinge (Utanför) koordinater saknas                                                   |                                                                  |
| Mosaikhöna 2004     | Annika Salminen   |       |             | Skulptur                                                                           |              | Löddeköpinge bibliotek, Barsebäcksv. 60, Löddeköpinge (I biblioteket) (inomhus) koordinater saknas | Det är troligen inte ok att ladda upp en bild av detta konstverk |
| Havsmotiv           | Gunnar Odin       | 1971  |             | Måleri                                                                             |              | Löddeköpinge bibliotek, Barsebäcksv. 60, Löddeköpinge (I biblioteket) (inomhus) koordinater saknas | Det är troligen inte ok att ladda upp en bild av detta konstverk |
| Okänd titel         | Ulf Berg          |       |             | Relief                                                                             |              | Korsbackaskolan, Sunnanväg 2, Kävlinge (Husfasad) koordinater saknas                               |                                                                  |
| Okänd titel         | Ulf Berg          |       |             |                                                                                    |              | Vid Kvarngatan 17, Kävlinge (Järnvägsundergången) koordinater saknas                               |                                                                  |
| Lyriskt landskap    | Carl Drakfelt     | 1970  |             | Relief - metallegering                                                             |              | Kävlinge kommunhus, Kullagatan 2, Kävlinge (Trapphus, foajén) (inomhus) koordinater saknas         | Det är troligen inte ok att ladda upp en bild av detta konstverk |
| Stenform på rygg    | Evert Fornäs      | 1980  |             | Skulptur - grågrön svensk marmor                                                   |              | Norreheds dagcentral, Bagerivägen 13, Löddeköpinge (Atriumgård) koordinater saknas                 |                                                                  |
| Möte med solen      | Erling Gustafsson |       |             | Väggrelief - trä                                                                   |              | Löddeköpinge vårdcentral, Bagerivägen 15, Löddeköpinge (Foajén) (inomhus) koordinater saknas       | Det är troligen inte ok att ladda upp en bild av detta konstverk |
| Smidesgrind         | Jens Evald Hansen | 1982  |             | Järnsmide                                                                          |              | Unionsgatan 4, Kävlinge (Grinden) koordinater saknas                                               |                                                                  |
| Vindflöjel          | Jens Evald Hansen |       |             | Vindflöjel i smide                                                                 |              | Unionsgatan 4, Kävlinge (Taket) koordinater saknas                                                 |                                                                  |
| Solenergi           | Åke Jönsson       | 1975  |             | Skulptur - rostfritt stål och färgemaljerade plåtar                                |              | Affärscentrum kv Sten, Unionsgatan 14, Kävlinge (Husfasad) koordinater saknas                      |                                                                  |
| Parhästar           | Gustav Kraitz     |       |             | Staty                                                                              |              | Nygatan 11, Kävlinge (På gatan) koordinater saknas                                                 |                                                                  |
| Vad sker            | Wive Larsson      | 1974  |             | Skulptur - brons                                                                   |              | Korsbacka bostadsområde (Parken) koordinater saknas                                                |                                                                  |
| Flora               | Nils Möllerberg   | 1931  |             | Skulptur - brons                                                                   |              | Grönområdet vid Kvarngatan-Bruksgatan (Utomhus) koordinater saknas                                 |                                                                  |
| Tankens frihet      | Annika Wide       | 1976  |             | Fasadmålning i silikatfärg och en på väggen monterad fågel i förnicklad kopparplåt |              | Nygatan 4, Kävlinge (Husfasad) koordinater saknas                                                  |                                                                  |